# إليس هوبز
إليس هوبز (بالإنجليزية: Ellis Hobbs)‏ هو لاعب كرة قدم أمريكية أمريكي، ولد في 16 مايو 1983 في نياجارا فولز في الولايات المتحدة.

## وصلات خارجية
- إليس هوبز على موقع إي إس بي إن.كوم (أن.أف.أل)3
- إليس هوبز على موقع مرجع كرة القدم المحترفة.كوم (الإنجليزية)
- إليس هوبز على موقع كلية كرة القدم في سبورتس رفرنس.كوم (الإنجليزية)